# Adam Bruno Ulam
Adam Bruno Ulam (* 8. April 1922 in Lemberg, Polen; † 28. März 2000 in Cambridge, Massachusetts) war ein US-amerikanischer Politikwissenschafter, Neuzeithistoriker und Hochschullehrer.

## Leben

### Jugend und Bildung
Adam Ulam entstammte einer polnisch-jüdischen Mittelstandsfamilie. Sein Vater war ein Rechtsanwalt in Lemberg, der ältere Bruder Stanisław Marcin (1909–1984), ein Mathematiker, war beim Manhattan-Projekt und der Entwicklung der Wasserstoffbombe beteiligt.
Adam emigrierte im August 1939, kurz vor dem Überfall auf Polen, in die Vereinigten Staaten. Seine Hinterbliebenen kamen beim Holocaust in der Heimat um. Er schloss das Studium an der Brown University als Bachelor (BA) im Jahr 1943 ab, lehrte an der University of Wisconsin–Madison und promovierte 1947 zum Doctor of Philosophy (Ph. D.) an der Harvard University in Massachusetts.
Im Jahr 1949 wurde ihm die US-amerikanische Staatsbürgerschaft verliehen. 1965 wurde er in die American Academy of Arts and Sciences und 1989 in die American Philosophical Society gewählt.

### Wissenschaftliches Wirken
Von 1973 bis 1974 sowie von 1980 bis 1992 wirkte er als Direktor am Russischen Forschungszentrum (Russian Research Center). Seit 1959 war er Professor für Geschichte, Philosophie und Politikwissenschaften an der Harvard University und von 1953 bis 1955 Mitarbeiter am Zentrum für Internationale Studien (Center for International Studies) am Massachusetts Institute of Technology (MIT).
Ulam wirkte rund 45 Jahre als wissenschaftlicher Mitarbeiter, Forscher, Berater und Hochschullehrer bis zur Pensionierung 1992 an der Harvard University. Er verfasste über 20 Monografien u. a. über Wladimir Iljitsch Lenin, Josef Stalin, Leo Trotzki, Josip Broz Tito, Alexander Herzen, Aleksandr Solzhenitsyn, Sergei Mironowitsch Kirow sowie über den Marxismus, Kommunismus, Kominform und Bolschewismus, die Russische Revolutionen 1917, den Titoismus und den Kalten Krieg.

## Publikationen (Auswahl)
- (posthum): Understanding the Cold War. A Historian’s Personal Reflections. Transaction Publishers, New Brunswick 2002.
- The Communists. The Story of Power and Lost Illusions, 1918–1991. Scribner, New York 1992.
- The Kirov Affair. (Roman) 1988.
- Dangerous Relations. The Soviet Union in World Politics, 1970–1982. Oxford University Press, New York 1983.
- Russia’s failed Revolutions. From the Decembrists to the Dissidents. Backs Books, New York 1981.
  - deutsche Übersetzung Karl Heinz Siber: Russlands gescheiterte Revolutionen. Von den Dekabristen bis zu den Dissidenten. Piper Verlag, München 1985, ISBN 3-492-02741-5.
- The unfinished Revolution. Marxism and Communism in the modern World. 1979.
- In the Name of the People. Prophets and Conspirators in Prerevolutionary Russia. Viking Press, New York 1977.
- The Cold War According to Kennan. In: Commentery 1/1977, S. 66–69.
- Ideologies and Illusions. Revolutionary Thought from Herzen to Solzhenitsyn. 1976.
- mit Samuel Hutchinson Beer: Patterns of Government. The Major Political Systems of Europe. Random House, New York 1973.
- Stalin, the Man and His Era. Viking Press, New York 1973.
  - deutsche Übersetzung Götz Pommer: Stalin, Koloss der Macht. Bechtle Verlag, Esslinger am Neckar 1977, ISBN 3-7628-0375-7.
- The Rivals. America and Russia since World War II. Viking Press, New York 1971.
- Titoism and the Cominform. Greenwood Press, Cambridge 1971.
- Expansion and Coexistence. The History of Soviet Foreign Policy, 1917–1967. Frederick A. Praeger, New York 1969.
- Lenin and the Bolsheviks. Fontana 1969.
- The „Essential Love“ of Simone de Beauvoir. In: Problems of Communism 3/1966, S. 62–64.
- The Bolsheviks. The Intellectual and Political History of the Triumph of Communism in Russia. 1965.
  - deutsche Übersetzung Helmut Lindemann: Die Bolschewiki. Vorgeschichte und Verlauf der kommunistischen Revolution in Russland. Kiepenheuer & Witsch, Köln 1967.
- The new Face of Soviet Totalitarianism. Harvard University 1960; Praeger 1963.
- The Unfinished Revolution. An Essay on the Sources of Influence of Marxism and Communism. Random House, New York 1960.
- Philosophical Foundations of English Socialism. Harvard University Press, Cambridge 1951.